# Леван Чилачава
Леван Чилачава (енгл. Levan Chilachava; 17. август 1991) професионални је рагбиста и репрезентативац Грузије, који тренутно игра за француски тим Тулон. Висок 188 цм, тежак 120 кг, игра у првој линији на позицији стуба. За Тулон је до сада одиграо 39 мечева и постигао 20 поена. Дебитовао је за национални тим Грузије против Шпаније у фебруару 2012. у купу европских нација. За репрезентацију Грузије је до сада одиграо 28 тест мечева и постигао 10 поена.